# Ola Toivonen
Ola Toivonen   (Degerfors, 3 de juliol de 1986) és un exfutbolista suec d'ascendència finlandesa que jugava com a davanter. Va ser internacional amb la selecció sueca, disputant 64 partits.

## Carrera esportiva
Després de començar la seva carrera a la seva terra natal, destacant dos anys al Malmö FF, va fitxar pel PSV Eindhoven el gener de 2009, on hi va romandre durant cinc temporades i mitja fins que fou traspassat al Rennes per 2,5 milions d'euros. En la que havia de ser la seva tercera temporada al club francès (2015-2016), fou cedit al Sunderland, on es va retrobar amb l'exentrenador del PSV Dick Advocaat. Entre 2016 i 2018 va jugar pel Toulouse FC, després un any i mig més al Melbourne Victory FC, i finalment va tornar a Suècia, per disputar les tres darreres temporades de carrera esportiva al Malmö FF.
Internacional amb Suècia des de 2007, va formar part de la seva plantilla per a l'Eurocopa 2012 i la Copa del Món de Futbol de 2018.